# Coupe du Zaïre de football 1973
Navigation
Coupe du Zaïre de football 1972-1973 Coupe du Zaïre de football 1974
La saison 1973 du Championnat du Zaire de football est la treizième édition de la première division au Zaïre. La compétition rassemble les meilleures équipes du pays.

## Compétition
La saison commence le 22 juillet 1973.

### Vainqueur
- AS Vita Club